# 메이장구

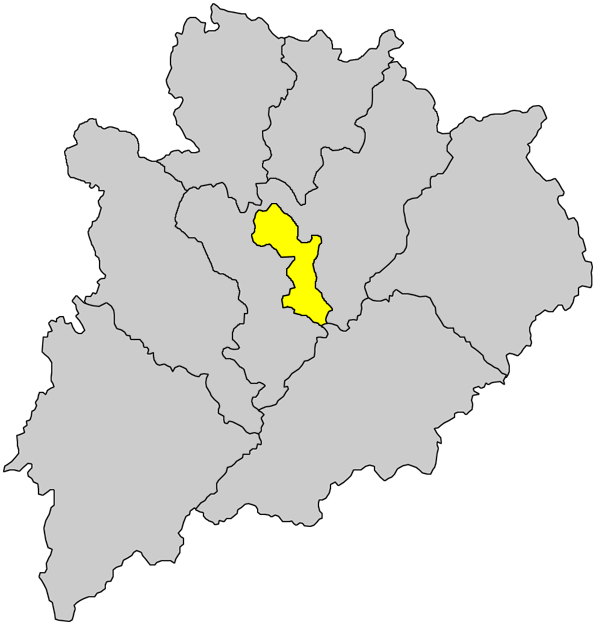
메이장구의 위치

메이장구(한국어: 매강구, 중국어: 梅江区, 병음: Méijiāng Qū)는 중화인민공화국 광둥성 메이저우시의 현급 행정구역이다. 넓이는 323km2이고, 인구는 2007년 기준으로 310,000명이다. ‘메이장’이라는 이름은 도시를 흐르는 매강(메이장강, 梅江)에서 온 것이다. 이곳은 청나라의 정치인 황준헌이 태어난 곳이다.

## 기후
연평균 기온은 21.6°C이고 연평균 강수량은 1600mm이다.

## 행정 구역
3개 가도, 3개 진을 관할한다.
- 가도: 金山街道, 江南街道, 西郊街道
- 진: 长沙镇, 三角镇, 城北镇